# Falschantwort

Entstehung von Falschantworten durch Reflexion an einem Erdhindernis

Falschantworten sind störende Erscheinungen bei einem Primärradar, bei welchen durch eine Reflexion der elektromagnetischen Wellen an Hindernissen die Antworten von Echos in einer falschen Richtung und in einer falschen Entfernung angezeigt werden.
Diese Ursache (reflektierendes Hindernis) kann durch genaues Beobachten der Falschantwort lokalisiert werden. Die scheinbare Richtung der Falschantwort β2 ist gleich der Richtung des reflektierenden Hindernisses. Die Differenz zwischen der scheinbaren Entfernung und der richtigen Entfernung des antwortenden Transponders ist annähernd die Entfernung des Hindernisses von der Antenne.
Diese Hindernisse können oft durch geringfügige bauliche Änderungen in ihrer Eigenschaft geändert werden, so dass keine Falschantworten mehr entstehen. Zum Beispiel kann ein Maschendrahtzaun um das Radargerät herum eine Ursache für die Falschantworten sein. Wird dieser Zaun um etwa 5 bis 10° zum Radar hin geneigt, also nicht mehr exakt senkrecht gebaut, dann werden auch die Reflexionen in Richtung Erdoberfläche geneigt und werden so in ihrer Intensität derart verringert, dass keine Falschantworten mehr generiert werden.